# Förderverein Girassol
Der Förderverein Girassol e. V. ist eine gemeinnützige deutsche Organisation, die in Brasilien Kinder und Jugendliche aus mittellosen Familien in Armensiedlungen (Favelas) unterstützt. „Girassol“ bedeutet auf Portugiesisch “Sonnenblume”.
Der Verein wird von privaten Spendern und Institutionen finanziert wie z. B. „Sternstunden e. V.“, „Ein Herz für Kinder“ oder Bayer AG. Der größte Teil der Spenden stammt aus Deutschland, oftmals von deutschen Firmen, die in Brasilien ansässig sind. Die Arbeit der Vereinsmitglieder ist ehrenamtlich.
In Brasilien heißt der örtliche Trägerverein Socieadade Beneficiente Alemã, der im 19. Jahrhundert von Deutschen Einwanderern unter dem Namen „Deutscher Hilfsverein“ gegründet wurde.

## Tätigkeit
Ziel des Vereins ist es, Kindern und Jugendlichen aus schwierigem sozialen Umfeld in Brasilien eine bessere Zukunft zu ermöglichen.
Jedes Jahr erhalten mehrere hundert Kinder und Jugendliche eine Tagesstättenbetreuung bzw. eine schulische Berufsausbildung in Elektrik, Schneiderei, Verwaltungswesen, Friseur und Schönheitspflege, Bäckerei und als Pflegehilfe. Allen Auszubildenden wird zusätzlich Unterricht in IT, Englisch und Entrepreneurship angeboten. Die Kita- und Ausbildungsplätze sind kostenfrei.

## Geschichte
Das Hilfsprojekt Girassol wurde 1992 gegründet. Angelika Pohlmann, eine Gründerin des Vereins, wurde für ihr Engagement 2008 mit dem Bundesverdienstkreuz ausgezeichnet.
2003 wurde das Ausbildungszentrum Girassol-Pro für mehr als 400 Jugendliche eingerichtet, finanziert durch Spenden der Fernsehsendung „Sternstunden“ des Bayerischen Rundfunks.
2015 wurde eine ganztägige Kindertagesstätte Girassol-Kids eingeweiht.